# Jean-Baptiste Dusillion

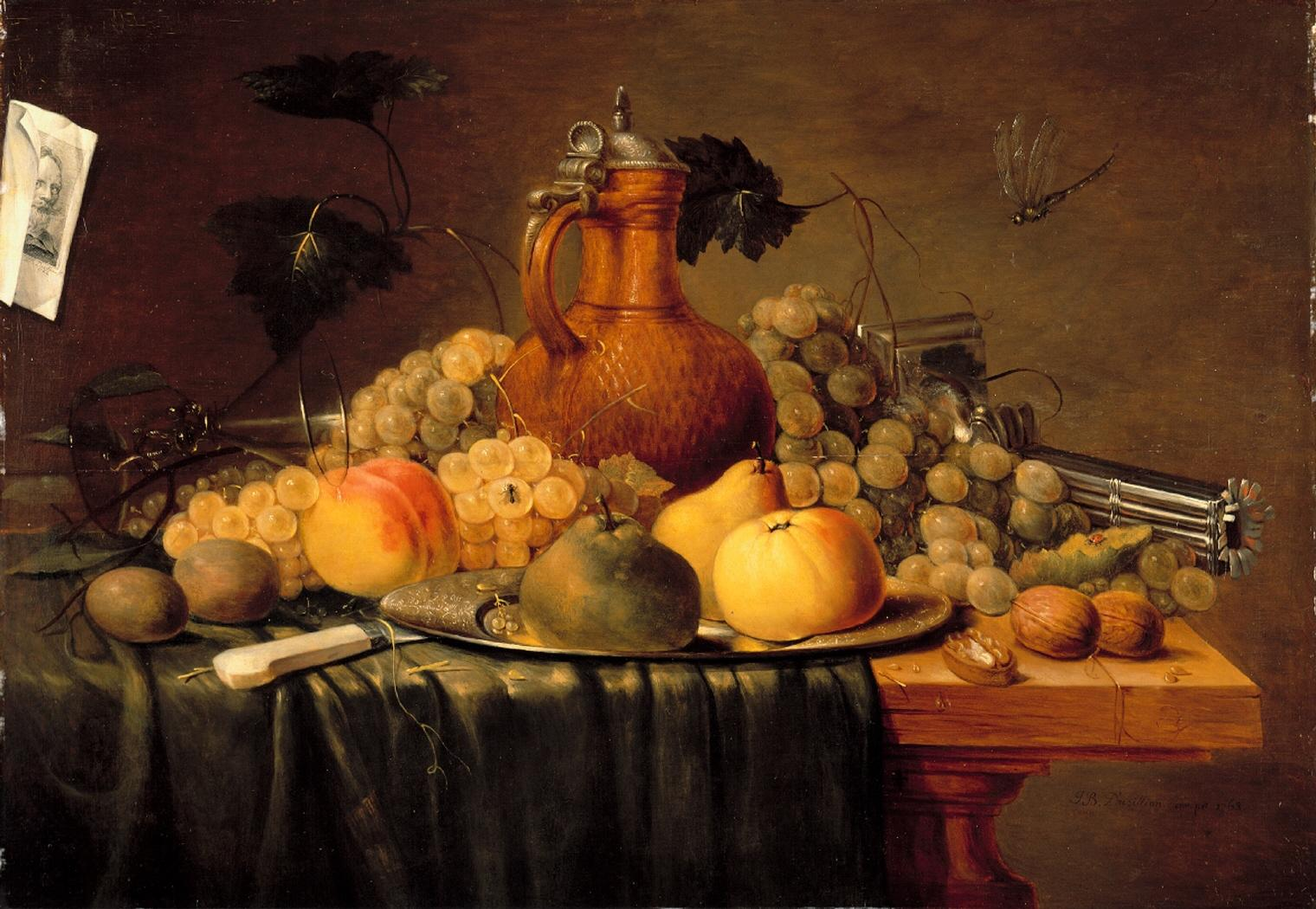
Naturaleza muerta con grabado, firmado «J.B. Dusillón ft. 1765», óleo sobre tabla, 42 x 59,50 cm, Madrid, Museo Lázaro Galdiano. Autorretrato y firma del pintor en el papel fingiendo grabado.

Jean-Baptiste Dusillion (Lille, c. 1748-1788) fue un pintor francés especializado en bodegones y trampantojos.
Formado en la Escuela de dibujo de su ciudad natal, hizo compatible el oficio de pintor con el de chocolatero. Miembro fundador de la Academia de Lille, de 1773 a 1783 expuso en ella con frecuencia en variados géneros y técnicas, incluyendo dibujos coloreados y a pastel, con una sensibilidad cercana a la de Jean Simeon Chardin.